# Apolonija (Bitinija)
Apolonija (starogrčki Ἀπολλωνία ἐπὶ Ῥυνδακῷ, Apollōnía épì Ryndakō; lat. Apollonia ad Rhyndacum), stari grad blizu rijeke Rhyndacusa u pokrajini Bitiniji, danas sjeverozapadna Anatolija. Strabon ga je stavljao u Miziju, zbog čega je bilo pogrešnog identificiranja s mjestom Lopadijem (lat. Lopadium, grč. Lopadion, danas Uluabat (na zapadnoj obali Uluabatskog jezera). Ipak, mjesto je zapravo promontorni tombolo na sjeveroistočnoj obali, blizu današnjeg Gölyazıja. Ostatci Apolonije su zanemarivi. Rijeka Rhyndacus (tur. Mustafakemalpaşa Çayı, Orhaneli Çayı, Adırnaz Çayı) utječe u jezeru i čini duboku i blatnu rijeku. Jezero se proteže s istoka na zapad. Nekoliko je otoka na sjeveroistoku, od kojih je jedan Gölyazı, čije dimenzije znatno variraju ovisno o godišnjem dobu. 
U Apoloniji je u bizantsko doba bila biskupija. Poznati biskup u Apoloniji bio je sv. Nicet. U Apoloniji se nalazio starogrčki teatar i stadion.

## Galerija
- Apollonia ad Rhyndacum, ulazna vrata u bizantski dvorac na brdu sv. Jurja.
- Bista Dioniza od mramora, iz Apolonije u Bitiniji

## Vanjske poveznice
- Age Foto Stock The ruins of the walls of Apollonia (Abuliont) on the lake shore and Mount Uludag
- Semantic Scholar Golyazi / Apollonia - Bithynia GPR, magnetic and archaeometric study
- Researchgate.net Bithynia Cities in Early Byzantine Period and Location of 'Apollonia'